# Ingrid Gulbrandsen
Ingrid Halvarda Gulbrandsen (Oslo, 11 de setembre de 1899 - Oslo, 3 de novembre de 1975) va ser una patinadora artística sobre gel noruega que va competir a començaments del segle xx.
El 1920 va prendre part en els Jocs Olímpics d'Anvers, on fou sisena en la prova individual femenina del programa de patinatge artístic. El 1924 es proclamà campiona nacional.

## Resultats
| Competició            | 1920 | 1921 | 1922 | 1923 | 1924 |
| --------------------- | ---- | ---- | ---- | ---- | ---- |
| Jocs Olímpics d'Estiu | 6a   |      |      |      |      |
| Campionats Nòrdics    |      | 2a   |      |      |      |
| Campionats de Noruega |      |      |      |      | 1a   |